# Parlament Konga
Parlament Republiki Konga (fr. Parlement de la République du Congo) – główny organ władzy ustawodawczej w Republice Konga. Ma charakter bikameralny i składa się ze Zgromadzenia Narodowego oraz Senatu.

## Zgromadzenie Narodowe
Zgromadzenie Narodowe jest izbą niższą i składa się ze 151 deputowanych. Wybierani są na pięcioletnią kadencję, w 151 jednomandatowych okręgach wyborczych.
Ostatnie wybory do Zgromadzenia Narodowego odbyły się 16 lipca 2017 roku, większość uzyskała Kongijska Partia Pracy (PCT) zdobywając 96 mandatów.

## Senat
Senat jest izbą wyższą i składa się z 72 członków (sześciu z każdego z 12 regionów Konga), wybieranych na sześcioletnią kadencję przez rady regionalne. Senat reprezentuje władze lokalne.
Ostatnie wybory do Senatu odbyły się 31 sierpnia 2017 roku, większość uzyskała Kongijska Partia Pracy (PCT) zdobywając 46 mandatów.